# 金澈秀
金 澈秀（キム・チョルス、1982年9月12日 - ）は北朝鮮の男子柔道家。身長173cm。

## 来歴
2008年の北京オリンピック73kg級では3回戦で敗れた。
2009年の世界選手権では決勝で韓国の王己春に敗れるも銀メダルを獲得した。

## 主な戦績
- 2007年 - アジア選手権　優勝
- 2007年 - ミリタリーワールドゲームズ　3位
- 2009年 - アジア選手権　3位
- 2009年 - ワールドカップ・ブカレスト　優勝
- 2009年 - 世界選手権　2位
- 2009年 - 東アジア大会　3位
- 2010年 - アジア大会　5位
- 2011年 - アジア選手権　3位
- 2011年 - ミリタリーワールドゲームズ　5位